# شريان فقري
الشريان الفقري (بالإنجليزية: Vertebral artery)‏ وهما واحد في كل جهة، وهو فرع من شريانيّ تحت الترقوّة.

## نشوؤه
عندما ينشأ الشريان الفقري فانه يدخل عبر الفتحات في النتؤات الجانبية في الفقرات العنقية الستة العليا transverse foramen، وهو طريق موازي لطريق الشريان السباتي لكنه معزول عنه. وعند كل فقرة يعطي افرعا للعضلات المحيطة وهذه الافرع اسمها : الشرايين النخاعية الأمامية والخلفية.
عند الفقرة العنقية الأولى يمشي الشريان عبر القوس الخلفي لفقرة الأطلس (الفقرة العنقية الأولى) ثم يدخل إلى الجمجمة من خلال الثقبة العظمى.
في داخل الجمجمة يتحد الشريانان الفقريان ليكونا الشريان القاعدي basilar artery عند قاعدة النخاع المستطيل. قبل أن يتحد الشريان الفقري مع صاحبه يعطي الشريان المخيخي السفلي الخلفي posterior inferior cerebellar artery، وهو يشارك في الامداد الدموي لكلٍ من المخيخ والنخاع المستطيل وانسداده يؤدي إلى مشاكل كثيرة.

## الشريان القاعدي
الشريان القاعدي basilar يعطي فروعا لجذع الدماغ وللمخيخ بواسطة anterior inferior cerebellar artery، وللاذن الداخلية عبر الفتحة السمعية الداخلية internal auditory meatus، وينتهي بان ينقسم إلى شريان مخيخي أعلى يساري ويميني
right and left superior cerebellar arteries
وشريان مخي خلفي.
posterior cerebral artery والذي يتصل بالشريان المخي الوسطي بواسطة شريان موصل خلفي
ومع الشريان الموصل الامامي الذي يوصل بين الشريانين المخيين الاماميين فان دائرة ويليس الدموية تكتمل.

## معرض صور

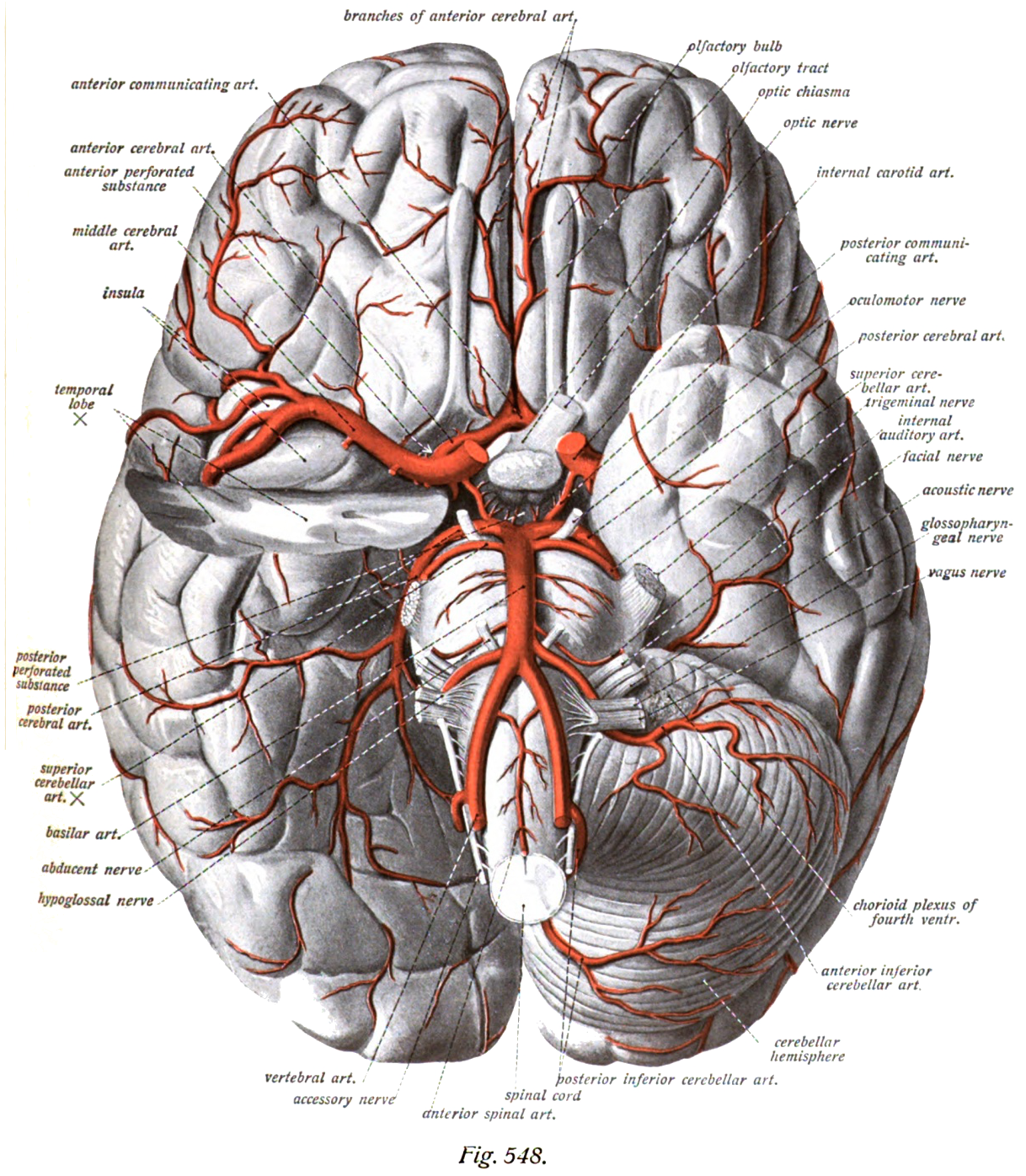
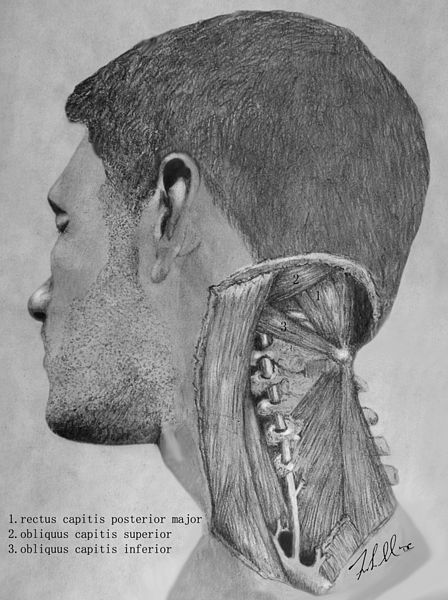